# Transport ferroviaire de la banlieue d'Helsinki
Le transport ferroviaire de la banlieue d'Helsinki (finnois : Helsingin seudun lähijunaliikenne) est un système ferroviaire local opérant dans la zone métropolitaine d'Helsinki, dont le trafic est organisé et planifié par la régie des transports de la région d’Helsinki (HSL) et exploité par VR-Yhtymä Oy.

## Présentation
En semaine, les services ferroviaires sont assurés avec 676 lignes différentes.
Le trafic de banlieue est assuré par les lignes ferroviaires de la banlieue d'Helsinki Y, U, L, E, A, I, P, K, R, T, D et Z.
Avec le métro d'Helsinki et les lignes principales 550 et 560 le trafic de banlieue forme le cadre des transports publics d'Helsinki.
Dans les trains de banlieue, seuls les billets d'HSL peuvent être utilisés pour les trajets dans la zone HSL.
Pour voyager vers des gares en dehors de la zone HSL, il faut acheter un billet VR. La vente de billets dans les trains de banlieue a pris fin le 19 juin 2017.
Dans le code des couleurs décrivant les modes de transport dans la zone HSL, le trafic des trains de banlieue est représenté en violet et le vert est utilisée pour le trafic local de VR.

## Lignes

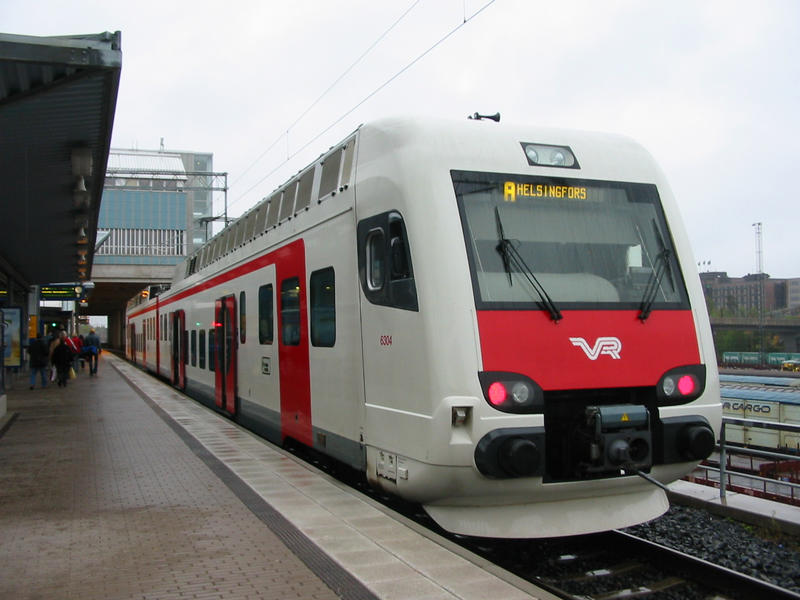
Sm4 de la ligne en gare de Pasila.

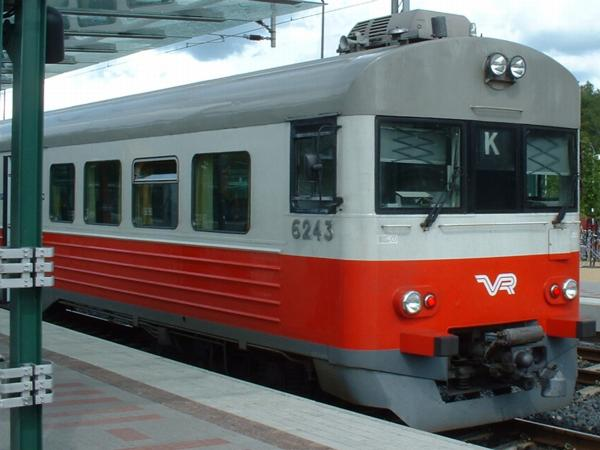
Sm1 en gare de Kerava.

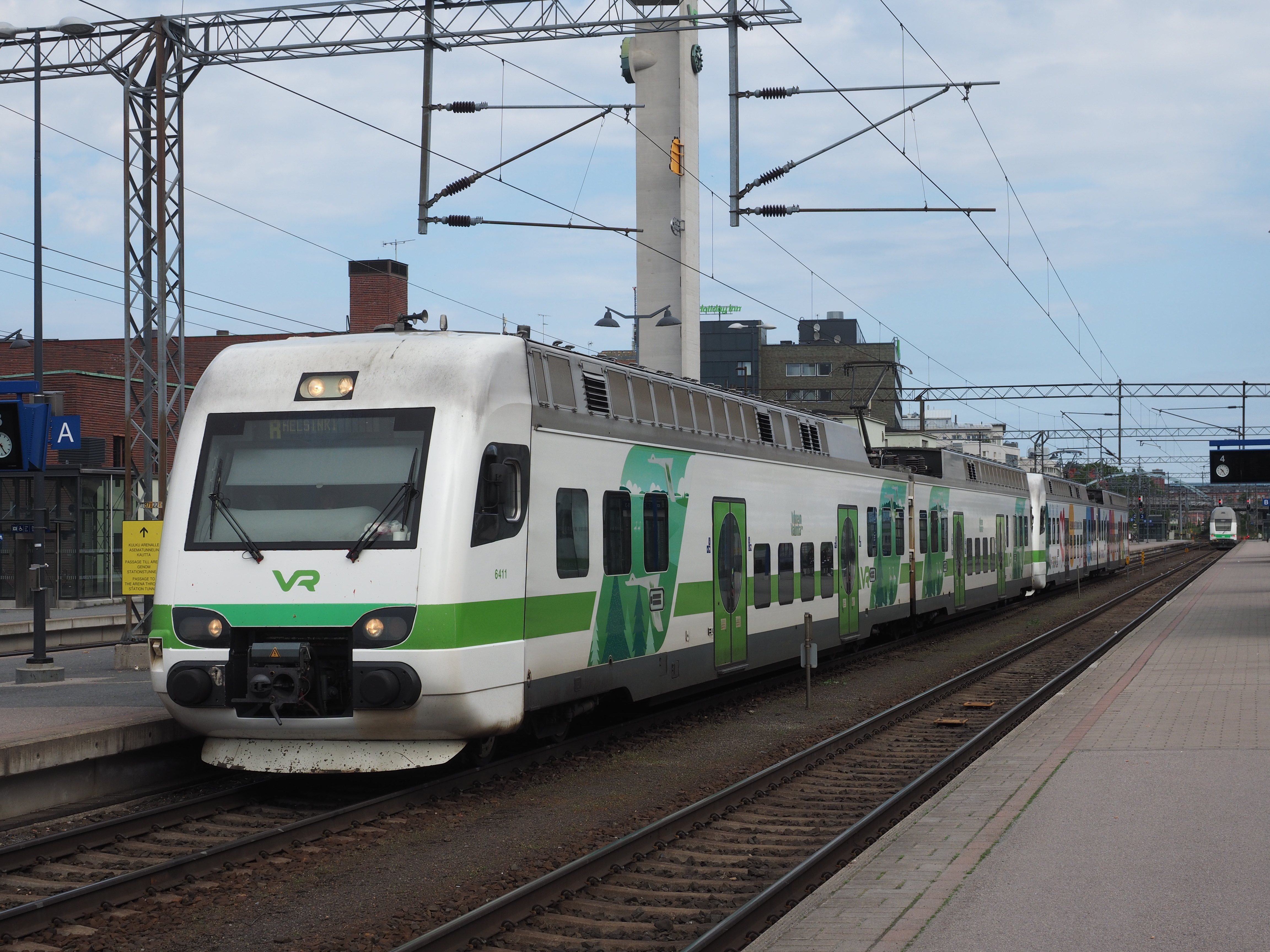
Train de la ligne en gare de Tampere.

| Ligne d'Helsinki à Port de Turku (Rantarata) | Ligne d'Helsinki à Port de Turku (Rantarata) |
| -------------------------------------------- | --- |
| Y                                            | Helsinki – Pasila – Huopalahti – Leppävaara – Kauklahti – Masala – Kirkkonummi – Siuntio |
| U                                            | Helsinki – Pasila – Huopalahti – Leppävaara – Kilo – Kera – Kauniainen – Koivuhovi – Tuomarila – Espoo – Kauklahti – Masala – Jorvas – Tolsa – Kirkkonummi – X Siuntio |
| L                                            | Helsinki – Pasila – Ilmala – Huopalahti – Valimo – Pitäjänmäki – Mäkkylä – Leppävaara – Kilo – Kera – Kauniainen – Koivuhovi – Tuomarila – Espoo – Kauklahti – Masala – Jorvas – Tolsa – Kirkkonummi |
| E                                            | Helsinki – Pasila – Huopalahti – Leppävaara – Kilo – Kera – Kauniainen – Koivuhovi – Tuomarila – Espoo – Kauklahti |
| A                                            | Helsinki – Pasila – Ilmala – Huopalahti – Valimo – Pitäjänmäki – Mäkkylä – Leppävaara |
| Ligne Kehärata                               | |
| P I                                          | Helsinki – Pasila – Ilmala – Huopalahti – Pohjois-Haaga – Kannelmäki – Malminkartano – Myyrmäki – Louhela – Martinlaakso – Vantaankoski – Vehkala – Kivistö – Aviapolis – Aéroport d'Helsinki-Vantaa – Leinelä – Hiekkaharju – Tikkurila – Puistola – Tapanila – Malmi – Pukinmäki – Oulunkylä – Käpylä – Pasila – Helsinki |
| Ligne de Kerava à Lahti                      | |
| K                                            | Helsinki – Pasila – Käpylä – Oulunkylä – Pukinmäki – Malmi – Tapanila – Puistola – Tikkurila – Hiekkaharju – Koivukylä – Rekola – Korso – Savio – Kerava |
| R                                            | Helsinki – Pasila – Tikkurila – Kerava – Ainola – Järvenpää – Saunakallio – Jokela – Hyvinkää – Riihimäki – Ryttylä – Turenki – Hämeenlinna – Parola – Iittala – Toijala – Viiala – Lempäälä – Tampere |
| D                                            | Helsinki – Pasila – Tikkurila – Kerava – Järvenpää – Hyvinkää – Riihimäki – Ryttylä – Turenki – Hämeenlinna |
| T                                            | Helsinki – Pasila – Käpylä – Oulunkylä – Pukinmäki – Malmi – Tapanila – Puistola – Tikkurila – Hiekkaharju – Koivukylä – Rekola – Korso – Savio – Kerava – Ainola – Järvenpää – Saunakallio – Jokela – Hyvinkää – Riihimäki                                                                                                 |
| Z                                            | Helsinki – Pasila – Tikkurila – Kerava – Haarajoki – Mäntsälä – Henna – Lahti – Villähde – Nastola – Uusikylä – Kausala – Koria – Kouvola |
| Ligne de Riihimäki à Lahti                   | |
| G                                            | Riihimäki – Hikiä – Oitti – Mommila – Lappila – Järvelä – Herrala – Lahti |
| Anciennes lignes                             | |
| P                                            | Helsinki – Pasila – Käpylä – Oulunkylä – Pukinmäki – Malmi – Tapanila – Puistola – Tikkurila – Hiekkaharju |
| G                                            | Helsinki – Pasila – Ainola – Järvenpää – Saunakallio |
| M                                            | Helsinki – Pasila – Ilmala – Huopalahti – Pohjois-Haaga – Kannelmäki – Malminkartano – Myyrmäki – Louhela – Martinlaakso – Vantaankoski |
| S                                            | Helsinki – Pasila – Ilmala – Huopalahti – Leppävaara – Kilo – Kera – Kauniainen – Koivuhovi – Tuomarila – Espoo – Kauklahti – Masala – Kirkkonummi |
| X                                            | Helsinki – Pasila – Huopalahti – Leppävaara – Espoo – Masala – Kirkkonummi |
| H                                            | Helsinki – Pasila – Tikkurila – Kerava – (Kytömaa) – (Ristinummi) – Ainola – Järvenpää – Saunakallio – Purola – Nuppulinna – (Huikko) – Jokela – (Takoja) – (Palopuro) – Hyvinkää – (Monni) – Riihimäki |
| N                                            | Helsinki – Pasila – Käpylä – Oulunkylä – Pukinmäki – Malmi – Tapanila – Puistola – Tikkurila – Hiekkaharju – Koivukylä – Rekola – Korso – Savio – Kerava |